# 63 km (rejon gatczyński)
63 km (ros. 63 км) – przystanek kolejowy w lasach, w rejonie gatczyńskim, w obwodzie leningradzkim, w Rosji. Położony jest na linii Petersburg – Newel – Witebsk. Najbliższą miejscowością jest oddalona o ok. 2 km w linii prostej Wyrica.